# Сарженка
Сарженка (рос. Сарженка) — присілок у Всеволожському районі Ленінградської області Російської Федерації.
Населення становить 34 особи. Належить до муніципального утворення Юкковське сільське поселення.

## Історія
Від 1 серпня 1927 року належить до Ленінградської області.

## Населення
| 1838 | 1848 | 1862 | 1896 | 1905 | 1926 | 1928 |
| ---- | ---- | ---- | ---- | ---- | ---- | ---- |
| 111  | ↘110 | ↗183 | ↘141 | ↗147 | ↗197 | →197 |
| 1939 | 1958 | 1997 | 2002 | 2007 | 2010 | 2017 |
| ↘193 | ↘13  | ↘0   | →0   | ↗41  | ↗43  | ↘34  |